# Saint-Bonnet-de-Vieille-Vigne
Saint-Bonnet-de-Vieille-Vigne là một xã ở tỉnh Saône-et-Loire trong vùng Bourgogne-Franche-Comté nước Pháp.

## Thông tin nhân khẩu
Theo điều tra dân số năm 1999, xã này có dân số 198.
Dân số năm 2004 ước khoảng 196 người.